# Militärmedizinische Sektion an der Universität Greifswald
Die Militärmedizinische Sektion an der Universität Greifswald (MMS)  war eine von 1955 bis 1990 in Greifswald bestehende Dienststelle der Kasernierten Volkspolizei (KVP) und der Nationalen Volksarmee (NVA). In der Deutschen Demokratischen Republik (DDR) diente sie der universitären Ausbildung von Sanitätsoffizieren im medizinischen, zahnmedizinischen und pharmazeutischen Bereich. Die Sektion hatte ab dem 26. Februar 1970 den Status einer Fakultät der Universität Greifswald. Sie war  verwaltungstechnisch weitestgehend unabhängig und bestand parallel zur medizinischen Fakultät der Universität. Sie besaß das Recht zur Promotion A und zur Promotion B.

## Geschichte

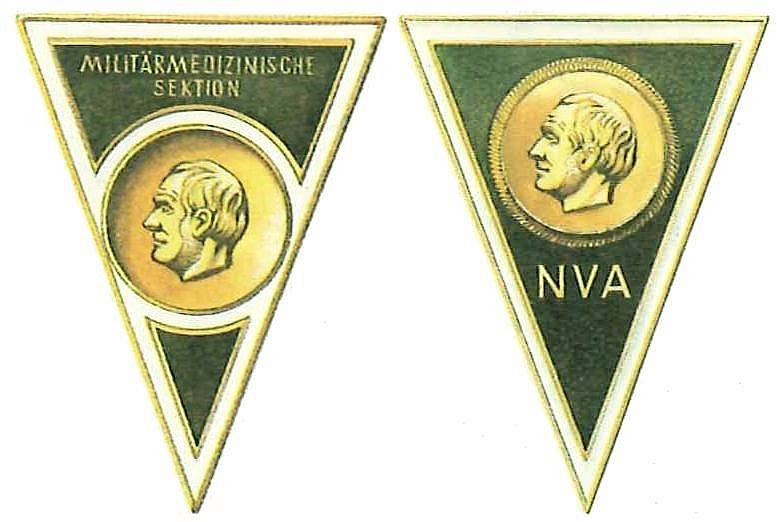
Absolventenabzeichen für Sanitätsoffiziere der MMS

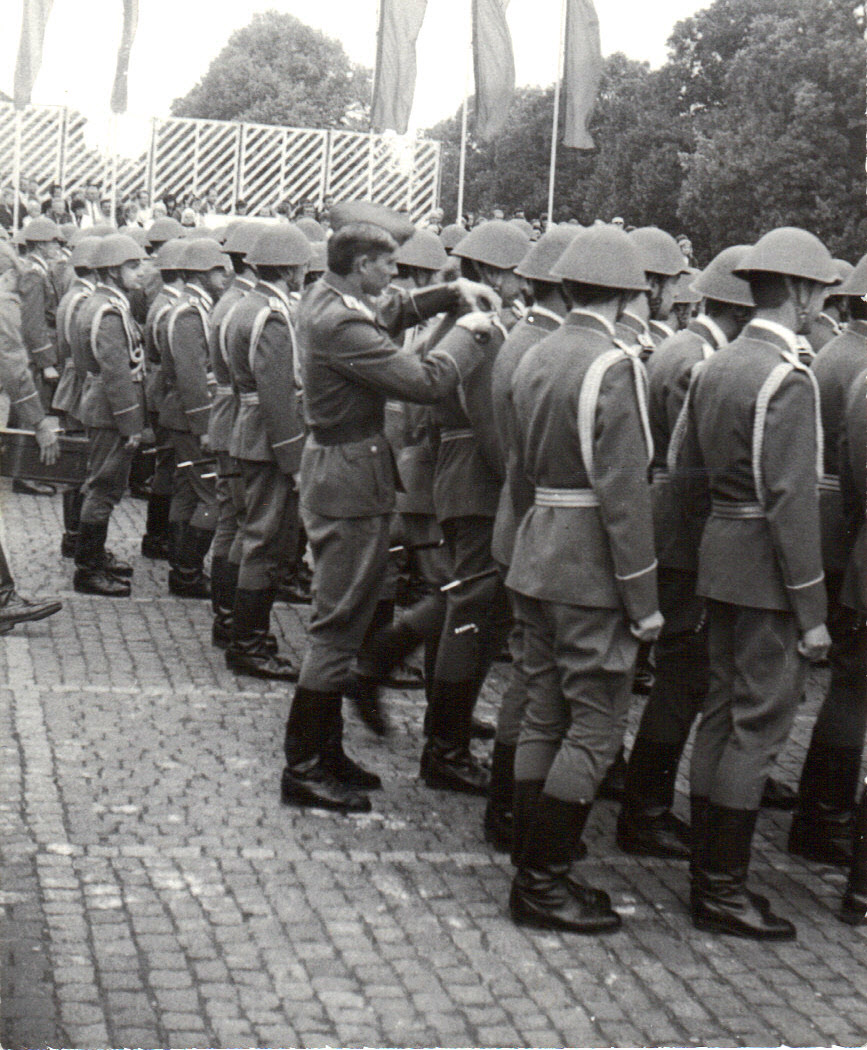
Ernennung zum Offizier an der MMS Greifswald

Das Gebäude der Militärmedizinischen Sektion wurde 1940/41 als Lazarett der Luftwaffe mit 600 Betten gebaut. Ähnliche Bauten entstanden in Braunschweig und Halle-Dölau.
Die Militärmedizinische Sektion wurde am 1. Juni 1955 auf Beschluss des Ministerrates der DDR über die Bildung als KVP-Dienststelle Greifswald III gegründet, nachdem das Medizinstudium von Angehörigen der KVP zuvor an der Universität Leipzig begann. Erster Kommandeur war Karl Hans Walther, ihm folgten Ludwig Mecklinger (1957–1964), Heinz-Werner Hackenberg (1964–1965), Herbert-Peter Liphardt (1965–1971), Edgar Steiner (1971–1988) und Dietmar Enderlein (1988–1990). Ursprüngliche Pläne, die medizinische Fakultät der Universität in eine Militärmedizinische Akademie der KVP umzuwandeln, wurden nach umfangreichen Protesten der Studentenschaft nicht umgesetzt. Trotzdem wechselte ein großer Teil der Greifswalder Medizinstudenten nach der Gründung der Militärmedizinischen Sektion an andere Universitäten.
Am 5. Oktober 1956 wurde die MMS in die NVA übernommen und am 15. Januar 1964, unter Beibehaltung ihres Charakters als Dienststelle der NVA, an die Ernst-Moritz-Arndt-Universität Greifswald angegliedert. Der Kommandeur der MMS war zugleich Prorektor für Militärmedizin an der Universität. Die MMS führte an ihren Instituten und Lehrstühlen die gesellschaftswissenschaftliche, militärische und spezialfachliche Aus- und Weiterbildung durch. Zu ihren Aufgaben gehörten ferner die militärmedizinische Forschung, die militärmedizinische Information und Dokumentation sowie die rechentechnische Bearbeitung und Aufbereitung militärmedizinischer Daten für den Führungsprozess im medizinischen Dienst der NVA und der Grenztruppen der DDR. Die medizinische, stomatologische und pharmazeutische Ausbildung erfolgte weitgehend in der Sektion Medizin und der Sektion Pharmazie. Ab 1987 wurde die stomatologische Lehre von der neu gegründeten Sektion Stomatologie übernommen.
Mit Abschluss des Studiums wurden die Absolventen zum Oberleutnant ernannt. Sie wurden approbiert und erhielten das Absolventenabzeichen (NVA). Zur Fachweiterbildung wurden sie an medizinische Einrichtungen der NVA, des staatlichen Gesundheitswesens oder des Ministeriums für das Hoch- und Fachschulwesen der DDR kommandiert. Von 1964 bis 1970 hatte die MMS das Recht zur Verleihung des akademischen Grades Dr. med. sowie nach Einführung der akademischen Grade Diplommediziner, Diplomstomatologe und Diplompharmazeut im Jahre 1968 das Recht Diplomverfahren durchzuführen. Mit der Umwandlung in eine Fakultät für Militärmedizin der Universität Greifswald ging das Promotionsrecht an diese und ab 1981 an den Wissenschaftlichen Rat der neu gegründeten Militärmedizinischen Akademie Bad Saarow (MMA) über.
Ab dem 29. Februar 1988 führte die MMS den Namen des Chirurgen Maxim Zetkin. Nach der Wende und friedlichen Revolution in der DDR und der Deutschen Wiedervereinigung wurde die Militärmedizinische Sektion mit Wirkung vom 31. Dezember 1990 aufgelöst. Ihre Liegenschaften wurden durch die Gründung der im Gesundheitswesen tätigen Medigreif Unternehmensgruppe privatisiert.

## Auszeichnungen der Militärmedizinischen Sektion
- Verdienstmedaille der Nationalen Volksarmee in Gold (1. Juni 1970)
- Kampforden „Für Verdienste um Volk und Vaterland“ in Gold (1. März 1975)
- Scharnhorst-Orden (Tag der Republik, 1985)
- Verleihung des Ehrennamens „Maxim Zetkin“ (29. Februar 1988)